# Disgrace
Disgrace is een Australische-Zuid-Afrikaanse dramafilm uit 2008 onder regie van Steve Jacobs. Het verhaal is gebaseerd op dat uit het gelijknamige boek uit 1999 van J.M. Coetzee. De film kreeg op het Toronto International Film Festival 2008 de prijs van de internationale critici toegekend.

## Verhaal
De blanke David Lurie (John Malkovich) geeft lessen Engelse literatuur aan de Universiteit van Kaapstad. Hij is gescheiden en slaapt met prostituees, maar de verwantschap die hij eigenlijk zoekt, vindt hij niet bij ze. Wanneer hij zijn gekleurde studente Melanie Isaacs (Antoinette Engel) ziet, nodigt hij haar uit om wat te komen drinken bij hem thuis en daarna voor een etentje. Zij accepteert beide keren twijfelend, onder de indruk van zijn overwicht. Hun contacten leiden tot enkele vrijpartijen, alleen Melanie ondergaat deze lijdzaam in plaats van dat ze eraan deelneemt. Tijdens de lessen van Lurie is ze opeens regelmatig afwezig. Haar vader (David Dennis) komt erachter wat er gebeurd is tussen David en haar en dient een klacht in bij de school. David moet op het matje komen bij het bestuur en krijgt te horen dat er zowel door de organisatie als door Melanie een klacht tegen hem is ingediend. De eerste daarvan gaat over de zeven die hij Melanie gaf voor een tentamen waarbij ze niet aanwezig was. David bekent schuld aan beide klachten, nog zonder dat hij weet wat die van Melanie precies is. Hij heeft geen behoefte om zich te verdedigen. Hij neemt ontslag, maar heeft geen spijt van zijn daden. Hij voelt zich verrijkt door de ervaring.
David pakt zijn koffer en rijdt naar het huis van zijn dochter Lucy (Jessica Haines) in Grahamstad. Zij is lesbisch, maar net verlaten door haar vriendin Helen. Ze voelt zich niettemin prima in staat haar eigen boontjes te doppen en heeft gezelschap van de honden in de kennel die ze heeft geopend. Ze krijgt hulp op haar grond waar ze groente teelt van de gekleurde tuinman Petrus (Eriq Ebouaney). Hij woont in de stallen aan de andere kant van het stuk land en is mede-eigenaar van de grond. De gekweekte bloemen verkoopt Lucy op de markt. David trekt voorlopig bij haar in en helpt haar met het werk en in huis. Hij ontmoet Lucy's beste vriendin Bev (Fiona Press). Zij bestiert een dierenkliniek en -opvang.
Wanneer drie gekleurde mannen langs het huis van Lucy komen, vragen ze haar of ze mogen telefoneren. Daar blijken ze alleen niet voor te komen. De drie verkrachten haar, sluiten David op in het toilet en steken hem in brand. Hij krijgt het vuur uit in de WC, maar niet voordat hij lelijke brandwonden op zijn hoofd en hals oploopt. Buiten schieten ze de honden in hun hokken dood. Daarna gaan ze er met de spullen die ze hebben geroofd vandoor in Davids auto. Wanneer alles voorbij is, gaat Lucy haar buurman Ettinger (Ian Roberts) halen. Die brengt David met de auto naar het ziekenhuis en Lucy naar de politie. Daarna wil Lucy terug naar huis om op te ruimen, de gedode honden te begraven en haar leven zo snel mogelijk weer op te pakken. David ziet Petrus dan aan komen rijden met bouwmaterialen en een vrouw (Mtombi Makutshi) die bij hem komt wonen. Hij vindt het te toevallig dat Petrus precies tijdens de aanval afwezig was. Lucy blijkt geen aangifte te hebben gedaan en gaat dat ook niet doen. Ze accepteert wat er gebeurd is als een risico van waar ze woont en wil alleen vooruit kijken. Ze is niettemin zwaarder aangeslagen dan ze wil toegeven.
Tijdens een feestje herkent David een van de aanwezigen als een van de verkrachters, maar Petrus weigert zijn naam te noemen. Hij vindt het verstandiger voor de lokale verhoudingen om dat niet te doen. Bev vertelt David niettemin dat Petrus altijd goed is geweest voor Lucy. Zij is doodsbang voor een herhaling, maar weigert haar huis te verlaten. David snapt niets van het gedrag van de mensen waartussen hij is beland en wil eigenlijk dat Lucy bij haar moeder in Nederland gaat wonen. Lucy wil dit niet en redeneert dat de kans om nog een keer verkracht te worden niet groter is dan de kans op een eerste verkrachting voorheen. Daar is niets in veranderd. Ze denkt dat de lust van haar aanvallers meer zat in de macht die ze over haar hadden dan in de seks. Dit laat David niet meer los.
Omdat Bev denkt dat het beter is voor Lucy om haar even met rust te laten, rijdt David naar de ouders en het jongere zusje van Melanie. Hij vertelt haar vader zijn kant van het verhaal en betuigt zijn spijt voor wat hij daarmee bij Melanie en haar familie aanrichtte. Hij gaat voor Melanies moeder (Denise Newman) en zusje Desiree (Amy Brittow) op zijn knieën om te vragen om vergiffenis. Wanneer hij terugkeert naar Lucy, blijkt ze zwanger van een van haar verkrachters. Ze wil het kind houden. David wil achter haar blijven staan, maar heeft daar veel moeite mee. De herkende verkrachter van het feestje is ingetrokken bij Petrus. De jongen blijkt Pollux (Buyami Duma) te heten, verstandelijk beperkt en de zoon van Petrus' vrouw te zijn. Lucy wil dat David hem met rust laat. Petrus biedt Lucy aan om samen een verstandshuwelijk aan te gaan. Het land wordt dan helemaal van hem, het huis blijft van haar en hij zal haar en haar aanstaande kind beschermen als zijn familie. David vindt het een belachelijk idee, maar Lucy accepteert het voorstel. David respecteert haar zoveelste keuze om zich te plooien naar haar leefomgeving op een manier die hij zelf nooit zou kunnen. Hij kan zich er alleen niet meer toe zetten bij haar te blijven wonen en vertrekt. Wel blijft hij haar opzoeken, omdat hij eigenlijk haar levenshouding ook bewondert.

## Rolverdeling
| - John Malkovich - Professor David Lurie - Jessica Haines - Lucy - Antoinette Engel - Melanie Isaacs - Eriq Ebouaney - Petrus - Mtombi Makutshi - Petrus' vrouw - Fiona Press - Bev Shaw - Michael Richard - Bill Shaw - David Dennis - Mr. Isaacs - Denise Newman - Mrs. Isaacs - Amy Brittow - Desiree Isaacs - Charles Tertiens - Ryan | - Anne Looby - Rosalind - Buyami Duma - Pollux - Ian Roberts - Ettinger - Natalie Becker - Soraya - Antonio Fisher - Sidney - Isabella De Villiers - Mrs. Cundell - Cindy Mkaza - Mrs. Mbeti - David Ritchie - Manas Mathbane - Monroe Reimers - Hakim - Paula Arundell - Dr Farodia Rassool - Barry Quin - Desmond Swarts |